# Percophidae
Percophidae là danh pháp khoa học của một họ cá, trong tiếng Anh thường gọi là duckbills (nghĩa đen là "cá mỏ vịt").

## Hệ thống học
Là một họ cá dạng cá vược (Percomorpha), theo truyền thống nó được xếp trong bộ Trachiniformes hoặc phân bộ Trachinoidei của bộ Perciformes và khi hiểu theo nghĩa rộng thì bao gồm 3 phân họ là Bembropinae, Percophinae, Hemerocoetinae.
Nghiên cứu hình thái học của Odani et al. (2006) đưa ra 3 đặc trưng phái sinh khác biệt (autapomorphy) cho mối quan hệ giữa Bembropinae và Percophinae, nhưng không thể đưa ra bất kỳ đặc trưng phái sinh khác biệt nào để cho thấy tính đơn ngành của Percophidae khi gộp cả Hemerocoetinae.
Các nghiên cứu phân tử gần đây cho thấy việc gộp các phân họ như Bembropinae và Hemerocoetinae làm cho họ này trở thành đa ngành. Cụ thể, nghiên cứu của Smith & Craig (2007) cho thấy Bembrops có quan hệ chị-em với toàn bộ Notothenioidei chứ không thuộc về nhóm này. Nghiên cứu của Near et al. (2015) lại cho thấy Bembropidae (= Bembropinae) có quan hệ họ hàng gần với Sebastidae (Scorpaenoidei) trong khi Percophis brasiliensis (= Percophinae) thuộc về nhánh Notothenioidei. Vì thế, Betancur R. et al. (2017) đã thiết lập phân bộ Bembropoidei để chứa Bembropidae như một họ tách biệt.
Kết quả nghiên cứu của Thacker et al. (2015) cho thấy Hemerocoetinae có quan hệ họ hàng gần với Creediidae và cùng nhau chúng có quan hệ họ hàng gần với Pempheridae hơn là với phần lõi của Percophidae là Percophinae. Vì thế, nó cũng được nâng cấp thành họ Hemerocoetidae và xếp trong bộ Pempheriformes.

## Phân loại
Phân loại họ Percophidae liệt kê dưới đây lấy theo phân loại truyền thống. Khi tách 2 phân họ Bembropinae và Hemerocoetinae như đề cập trên đây thì nó chỉ còn lại 1 loài trong 1 chi là Percophis brasiliensis.
- Phân họ Bembropinae Regan, 1913: 2 chi, 23 loài.
  - Bembrops Steindachner, 1876: 17 loài.
  - Chrionema Gilbert, 1905: 6 loài.
- Phân họ Hemerocoetinae Kaup, 1873: 8 chi, 27 loài.
  - Acanthaphritis Günther, 1880: 4 loài.
  - Dactylopsaron Parin, 1990: 1 loài (Dactylopsaron dimorphicum).
  - Enigmapercis Whitley, 1936: 2 loài.
  - Hemerocoetes Valenciennes, 1837: 5 loài.
  - Matsubaraea Taki, 1953: 1 loài (Matsubaraea fusiformis).
  - Osopsaron Jordan & Starks, 1904: 3 loài.
  - Pteropsaron Jordan & Snyder, 1902: 10 loài.
  - Squamicreedia Rendahl, 1921: 1 loài (Squamicreedia obtusa).
- Phân họ Percophinae Swainson, 1839
  - Percophis Quoy & Gaimard, 1825: 1 loài (Percophis brasiliensis).